# منظمة إطعام الأطفال
منظمة إطعام الأطفال تم تأسيس منظمة إطعام الأطفال في عام 1979 ويقع المركز الرئيسي للمؤسسة في مدينة أوكلاهوما. وهي منظمة لا تهدف إلي الربح وتُركز على تخفيف جوع الأطفال. وتعد مهمة القائمين على هذه المنظمة هي «توفير الأمل والموارد لأولئك الذين يفتقرون إلي أساسيات الحياة». وتقوم المنظمة بتوفير الطعام، الاحتياجات الضرورية، مستلزمات التعليم، والإغاثة أثناء الكوارث لمن يحتاجها في مختلف أنحاء الولايات المتحدة وعشرات دول أخرى حول العالم. كما وتدير خمسة مراكز توزيع على المستوى المحلي في أوكلاهوما، إنديانا، كاليفورنيا، تينيسي، وبنسلفانيا.
في السنة المالية 2017 قامت المنظمة بتوزيع 79,8 مليون باوند من الطعام والمستلزمات الضرورية للأطفال والعائلات في الولايات المتحدة. وقامت بتوفير أطعمة مغذية ل 1,080,000 طفل على المستوى الدولي. كما وأثرت في أكثر من 1200من المجتمعات والمدارس في عشرة دول في إفريقيا، أسيا، أمريكا اللاتينية ومنطقة البحر الكاريبي. وهي معتمدة من شبكة (جايد ستار)و (بى بى بى) الحكمة إعطاء التحالف.

## برامج الولايات المتحدة
تُركز البرامج المحلية لمنظمة إطعام الأطفال على توزيع الطعام والاغراض الضرورية للعائلات والأطفال. يعمل الشركاء المتحدين مع الجمعية للتبرع بالمال، الطعام، المستلزمات الضرورية، والتبرعات العينية. المنظمة بأكملها ملك لمستثمر فرعي وهي منظمة لجنة التجارة الفيدرالية. وهي تلتقط مساهمات من مستودعات الشركات وتحضرها إلى أقرب مركز توزيع إقليمي للمنظمة. ثم يتم توصيل الطعام والمستلزمات إلى شركات الشركاء المستقلين والموافق عليهم مسبقًا والتي بدورها تقوم بتوزيع المستلزمات من خلال المنظمات المتعددة الواقعة في المجتمعات في مختلف أنحاء الولايات المتحدة. في العام المالي 2017 قامت منظمة إطعام الأطفال بتقديم أكثر من 850,000 وجبة من خلال برنامجهم الصيفي التعليم والطعام وذلك بمساعدة الصندوق المالي العام والشركاء الخاصين للأطفال في أكثر من 20 ولاية في مختلف أنحاء الولايات المتحدة.
وتركز أيضًا المنظمة على التعليم فمن خلال كل مراكز توزيعها تدير متجر للتعليم والذي يوفر المستلزمات المدرسية والكتب مجانًا. من خلال شراكتها مع المنظمة الدولية للدارسين للأطفال والشباب بدون مأوى. ولقد قامت المنظمة بتوزيع أكثر من مليون برنامج محو الأمية والتعليم بلا مأوى ووزعت حقائب للظهر مليئة بالمستلزمات المدرسية، الطعام، ومنتجات العناية الشخصية لمن هم عرضة للخطر من الأطفال ومن هم بلا مأوى والذين تم تسجيلهم بالمدارس العامة بالولايات المتحدة.

## البرامج الدولية
يأمل القائمون على المنظمة من خلال أعمالهم بالآتي:
• بأن يصبح الأطفال كافة حاصلين على التغذية المناسبة ويتطورا ببلوغهم سن الخامسة ويستمروا في فهم أهمية التغذية طوال حياتهم.
•أن يصبح لكل الأطفال المقدرة على الحصول على ماء آمن ونظيف، نظافة عامة ملائمة، وموارد مناسبة للنظافة الشخصية والتي تقوم بتعزيز نظام مناعة صحي وتمكنهم من التطور من سن المراهقة وحتي البلوغ.
•أن يصبح كل الأطفال قادرين على الألتحاق، الشعور بالأمان وإنهاء تعليم عالي يعزز من تعليم فترة حياتهم.
• أخيرًا وليس أخرًا، أن تصبح العائلات قادرة على الاعتماد على نفسها، ذات وضح مالي ثابت، قادرة على تقوية مجتمعها.
هنالك بعض الأمثلة على المشاريع الدولية التي تأسست بواسطة المنظمة والتي تشمل رحلات البعثة الطبية و (منزل الطفل) في باريو الإنجليزية في لاسيبا، هندوراس. وقد وسعت المنظمة برنامجها في مالاوي في عام 2009. وباستخدام تبرعات عينية من منظمة نوسكين حصل 50,000 طفل يتيم ومن هم في سن ماقبل المدرسة على حساء الشعير المُحصن. وقد حصلت المنظمة على 8,5 مليون دولار كمنحة من وكالة التنمية الدولية التابعة للولايات المتحدة كجزء من 5أعوام ومشروع 20 مليون دولار لليتامى والأطفال الغير مُحصنيين. وهو ما سيحسن من الأمن الغذائي والقدرة على الوصول إلى غذاء، تعليم، مياه نظيفة، نظافة عامة، وتطوير زراعي دائم ل 40,000 منزل وأكثر من 70,000 طفل مصاب بمرض ضعف المناعة المكتسبة/الايدز في مالاوي. سوف يجعل مشروع (TIWALERE OVC) في كامل تشغيلة مالاوي كأكبر برنامج دولي. وفي عام 2017، قامت وكالة التنمية الدولية التابعة للولايات المتحدة بمنح المنظمة بأكبر منحة في تاريخها وتقدر بأكثر من 19,15 مليون دولار لتأسيس  TIWALERE2  وذلك بعض نجاح المشروع الأول. وهو مشروع مشابه ولكن أصغر من الأول وقد حسن التغذية للأيتام والأطفال المعرضين للخطر في مالاوي من 2010 وحتي 2015. وسيقوم المشروع بالنضال للوصول إلي تطور هام ومؤدى ببراعة في الحالة الغذائية للأطفال دون سن الخامسة، النساء الحوامل والمرضعات، أمهات الأطفال تحت سن الثانية، والمراهقات في عشرة مقاطعات في منتصف وشمال مالاوي.

## الإغاثة في حالات الكوارث
عندما ضرب إعصار كاترين شاطئ الخليج في عام 2005، قامت منظة إطعام الأطفال بالإبلاغ الذاتي وإرسال أكثر من 650 شبه مقطورة جرارة بما بلغ مجموعها أكثر من 20,000 طن من الطعام ومؤن الإغاثة. وفيما بين هجمات 11 سبتمبر 2001 على الولايات المتحدة وتسونامي في جنوب آسيا في ديسمبر 2004، قامت المنظمة بالإبلاغ الذاتي وإرسال أكثر من 15,500 طن من الطعام ومؤن الإغاثة للمناطق التي تأثرت.
واستجابت المنظمة للفيضان في لويزيانا في فيرجينيا وغرب فيرجينيا. الدمار الذي سببه إعصار ماثيو بالإضافة إلي كوارث أخرى دفعها إلي توزيع طعام ومستلزمات ضرورية بما يعادل 3,4 مليون دولار للمناطق التي تأثرت بالكوارث في الولايات المتحدة. وعلى المستوى الدولي في عام 2017، قامت المنظمة بتدريب أكثر من32,000 فرد في تقليل مخاطر الكوارث والإمداد بالمؤن مثل الطعام، الماء، وغطاءات ل 57,000 شخص.

## الموارد المالية
تُعد حاليًا منظمة إطعام الأطفال في المركز الخامس والعشرين في قائمة أكبر المؤسسات الخيرية وفقًا لتاريخ الأعمال الخيرية. كما وفي عام 2014 كانت قد استوفت بجميع معايير ال (BBB) العشرون وحاصلة على طابعها. تم تقيم المنظمة ب«متوسط» وأربعة نجوم كما في يونيو 2018. وتعد المنظمة مشارك من المستوي الرفيع في شبكة (ستار جايد)، كما وتعرض الالتزام بالشفافية وكونها عضو ذا تفاعل.
وطبقًا للمنظمة في عام 2017، 93% من ميزانيتها ذهبت لخدمات البرنامج (رعاية الأطفال طعام، دواء، إغاثة في حالات الكوارث، تعليم وتطوير المجتمع)،3% ذهبت إلي جمع التبرعات، وال4% المتبقية للإدارة ودعم الخدمات.
ومع ذلك لم تكن الموارد المالية للمنظمة يُنظر إليها دائما نظرة إيجابية. استنادا إلي معايير تقدير المعهد الأمريكي للأعمال الخيرية حصلت المنظمة على تقييم «سيئ» في كفائتها المالية وذلك لصرف ما بين 21-23% فقط من ميزانيتها النقدية على البرامج الخيرية. وتجادل المنظمة هذا التقييم بما أن المعهد الأمريكي للأعمال الخيرية لا يتضمن «هدايا عينية» في تصنيفاته، بينما تتضمن تقييمات المنظمات الخيرية الأخرى هذه الهدايا وهو ماينطبق ايضًا على مدققين المنظمة. أخر تصنيف من مراقبة الجمعيات الخيرية-وهو ما كان يُعرف مسبقًا باسم المعهد الأمريكي للأعمال الخيرية- الآن يُزود المنظمة بتقييم جيد مرتفع. وتظهر المعلومات الأخيرة عن المنظمة كموضوع تحقيق رسمي طبقًا لمقال في أوكلاهومان بعنوان «إضراب جديد في منظمة إطعام الأطفال».

## النزاع على القيادة
بعد نزاع طويل على القيادة بين المؤسس لاري جونز  ومجلس الإدارة وكبار المديرين التنفيذيين للأعمال الخيرية، وافق جونز على التخلي عن الإدارة التنفيذية في أغسطس 2009. وفي نوفمبر 2009 صوت مجلس الإدارة على طرد جونز من منصبه كرئيس.
وفي 25 يناير 2011 أعلن جونز والمنظمة عن التوصل إلى حل للنزاع القانوني. ولم يعد لجونز أية صلة بالمنظمة. وفي 4 يونيو 2012 كيفن هاجن أصبح الرئيس والمدير التنفيذي للمنظمة.
كشفت المنظمة في عام 2013 بأنها قامت بدفع مبلغ 800,000 دولار إلي جونز بعد أن تم طرده في عام 2009. ودفعات إنهاء الخدمة-و التي تمت خلال السنة المالية 2012- تم الكشف عنها في صفحة 204 وذلك بالعودة إلي الإيرادات الداخلية. وقد قامت المنظمة بعملية الدفع كتسوية لقضية لرفعها جونز. وقد قامت الجمعية بدفع مبلغ إضافي كرسوم قانونية لمحامي جونزز، مارك هامونز. وخلال معظم عام 2016، خدم عضو الكونجرس السابق جي سي واتس كرئيس ومدير تنفيذي للمنظمة. وكان مجلس لإدارة قد قرر تعيينه في 21 يناير 2016. وفي 15 نوفمبر أعلنت المنظمة وواتس أنه لم يعد المسئول عن الناصب السابق إسنادها له. وفي نفس البيان أعلن مجلس الإدارة بأن ترافيس أرنولد سيخدم المنظمة كمدير تنفيذي مؤقت.
وتم الإعلان عن ترافيس أرنولد كرئيس المنظمة ومديرها التنفيذي، وذلك في عام 2017. خلال فترة توليه هذه المناصب قد خدم لمدة ثلاثة أعوام ونصف مؤكدًا استمرارية المنظمة والتركيز على مهمتها الخيرية عبر الفترات المتغيرة.